# Округ Пајн (Минесота)
Пајн (енгл. Pine County) је округ у америчкој савезној држави Минесота.

## Демографија
По попису из 2010. године број становника је 29.750, што је 3.22 (12,1%) становника више него 2000. године.
| Група             | 2000.          | 2010.          |
| Белци             | 24.702 (93,1%) | 26.924 (90,5%) |
| Афроамериканци    | 341 (1,3%)     | 597 (2,0%)     |
| Азијати           | 80 (0,3%)      | 131 (0,4%)     |
| Хиспаноамериканци | 465 (1,8%)     | 723 (2,4%)     |
| Укупно            | 26.530         | 29.750         |